# Elaphria polyporia
Elaphria polyporia là một loài bướm đêm trong họ Noctuidae.